# Mustafa Mansur
Mustafa Kamel Mansur (ur. 2 sierpnia 1914 w Kairze, zm. 24 lipca 2002 tamże) – egipski piłkarz, trener piłkarski oraz polityk. Podczas kariery występował na pozycji napastnika, był reprezentantem kraju i uczestnikiem igrzysk olimpijskich.

## Życiorys

### Kariera klubowa
Podczas kariery piłkarskiej Mustafa Mansur występował w klubie Al-Ahly Kair. Po mundialu 1934, Mustafa Mansur za namową trenera Egiptu Jamesa McCrae wyjechał na studia do Szkocji. Podczas studiów w Jordanhill College, Mansur występował w Queen’s Park F.C. Dobra gra zaowocowała transferem do Celticu Glasgow, w którym występował w sezonie 1938-1939 i wywalczył wicemistrzostwo Szkocji. Po wybuchu II wojny światowej Mansur powrócił do Egiptu, do Al-Ahly Kair.

### Kariera reprezentacyjna
Mustafa Mansur występował w reprezentacji Egiptu w latach trzydziestych. W 1934 roku uczestniczył w mistrzostwach świata. Na mundialu we Włoszech wystąpił w przegranym 2-4 spotkaniu I rundy z Węgrami. W 1936 roku uczestniczył w igrzyskach olimpijskich w Berlinie. Wystąpił w przegranym 1-3 spotkaniu I rundy z Austrią.

### Kariera trenerska
Mustafa Mansur po zakończeniu kariery piłkarskiej został trenerem i prowadził swój były klub Al-Ahly Kair.

### Kariera polityczna
W późniejszych latach porzucił sport dla polityki. Był ministrem w rządzie Egiptu.